# Trương Tấn Sang
Trương Tấn Sang (født 21. januar 1949) var præsident i Vietnam Fra 2011 til 2016 og medlem af Det kommunistiske parti i Vietnam. Sang er fra Hoa-distriktet, Long An-provinsen i Sydvietnam,
Trương Tấn Sang blev medlem af Det kommunistiske parti I Vietnam den 20. december 1969.Han blev fængslet af den syd vietnamesiske regering i 1971 og holdt i fængsel ved Phú Quốc. Han blev frigivet under Paris Fredstraktat i 1973. Han modtog sin bachelor i lovgrad i 1990 fra National Academy of Public Administration Vietnam National Academy of Public Administration.
Nationalforsamlingen valgte Trương Tấn Sang som statspræsident den 25. juli 2011 med 97,4 procent af afstemningen. Sang fortalte forsamlingen, at han ville forsvare Vietnams uafhængighed og territoriale integritet, og ville løse Spratly Islands tvist med Kina fredeligt. Som den nye præsident vil han arbejde for at etablere et fundament, der gør det muligt for Vietnam at blive et industrialiseret og moderniseret land inden 2020, fortalte Trương Tấn Sang til forsamlingen.
Den 25. juli 2013 mødte Trương Tấn Sang  med den amerikanske præsident Barack Obama for at diskutere bilateral handel mellem USA og Vietnam.